# 菲利普·沙逊
菲利普·沙逊爵士，GBE，CMG（Sir Philip Albert Gustave David Sassoon, 3rd Baronet，1888年12月4日—1939年6月3日）是一位英国政治家、艺术品收藏家和社交领袖，在其北伦敦Trent Park的住所中招待过众多的名人。
菲利普·沙逊是沙逊家族和罗斯柴尔德家族的成员。他的祖父是阿尔伯特·大卫·沙逊，父亲是爱德华·阿尔伯特·沙逊，母亲是古斯塔夫·罗斯柴尔德男爵的女儿艾琳·卡洛琳·罗斯柴尔德。他的妹妹西比尔·沙逊，嫁给了 Cholmondeley侯爵。
他自1912年接续其父亲选为海斯的下议院议员。第一次世界大战期间，他担任道格拉斯·黑格元帅的私人秘书。1920年成为戴维·劳合·乔治首相的国会私人秘书。从1924年到1929年，1931年到1937年則担任空军國務次長，在政治圈中获得巨大声望。1937年他担任工務第一委員，直到他2年之后去世。
菲利普·沙逊是诗人齐格弗里德·沙逊的堂弟。他拥有英国最合格单身汉和最伟大主人的名声。他建造了肯特郡的Port Lympne产业，重建了伦敦Cockfosters Trent Park的产业。